# ЗАЗ Vida
ЗАЗ Віда (англ. ZAZ Vida) — легковий передньоприводний автомобіль з кузовом седан, хетчбек та пікап Запорізького автомобілебудівного заводу.
Серійне виробництво ЗАЗ Vida в кузові седан почалося на початку 2012 року. 13 березня 2012 року почалися продажі автомобіля в автосалонах дилерів України.
23-27 травня 2012 року на міжнародному Київському автосалоні SIA'2012 вперше представили нову модель — ЗАЗ Vida в кузові хетчбек.
В грудні 2016 року стартувало виробництво пікапа ZAZ Vida Cargo (укр. ЗАЗ Віда Карго). У Chevrolet Aveo немає еквівалента цього пікапа.

## Опис

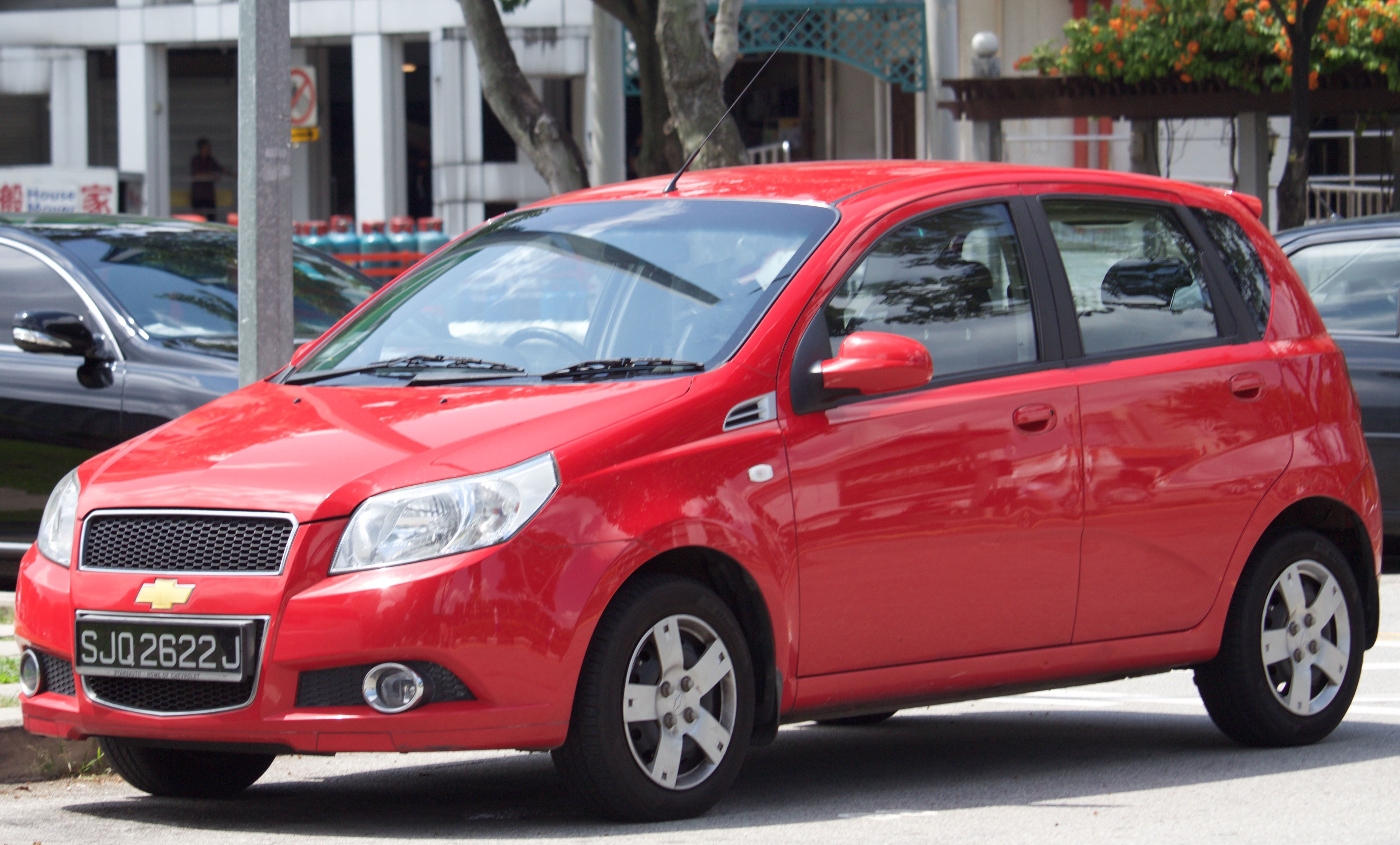
Chevrolet Aveo (T250) — аналог ЗАЗ Vida хетчбек

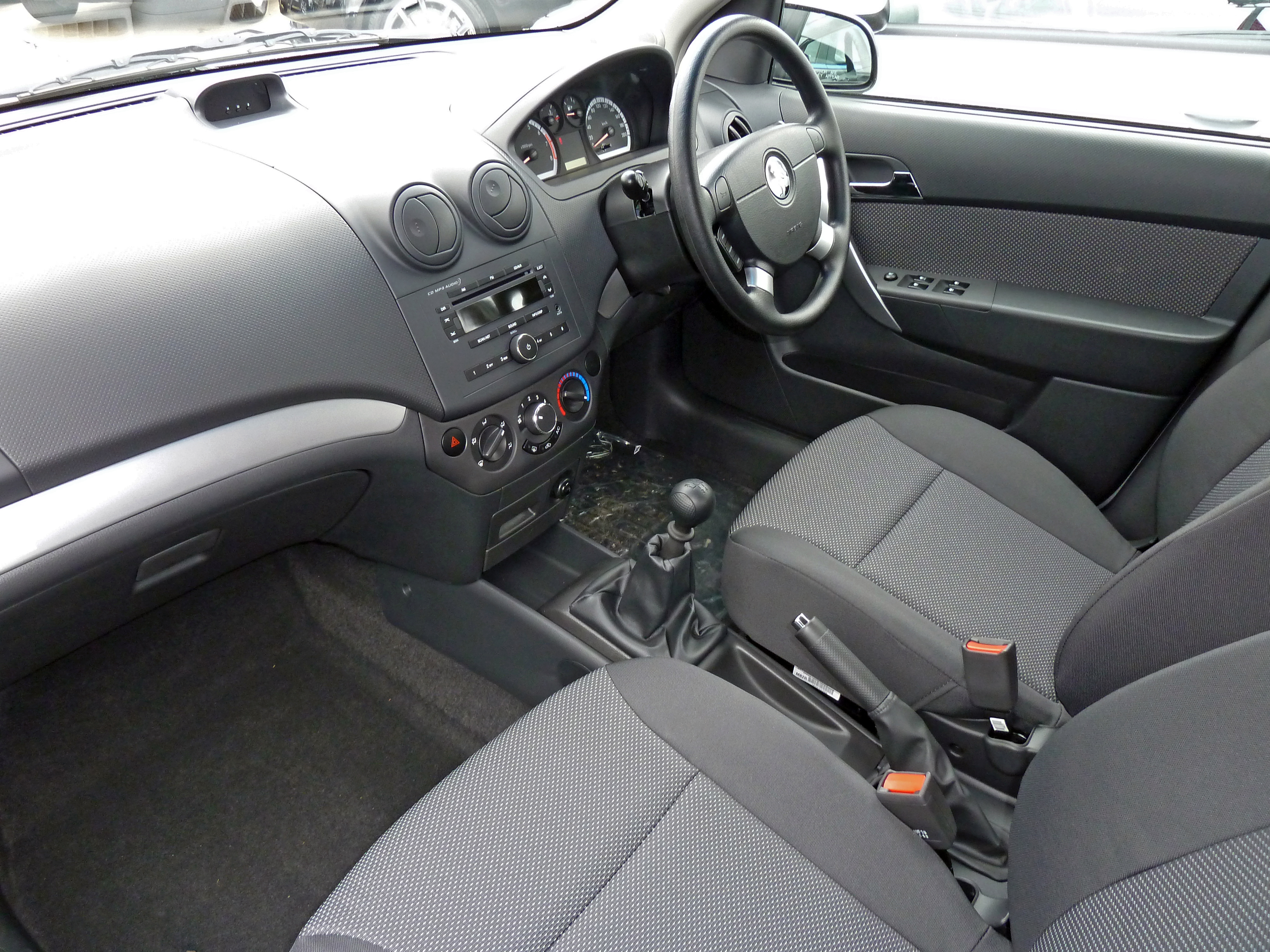
Салон

Запорізький автозавод (ЗАЗ) у січні 2012 року випустив передсерійну партію новинки, яка проходить сертифікацію. Chevrolet Aveo в кузові T250 і Т255, який став третім сімейством автомобілів, виробництво яких було локалізовано в Україні. Автомобіль випускається під брендом ЗАЗ і отримав назву ЗАЗ Vida, робоча назва була ЗАЗ Point під цією ж назвою модель продається на російському ринку.
Серійне виробництво ЗАЗ Vida почалося в лютому 2012 року. Запорізький автозавод буде вести повномасштабне виробництво ЗАЗ Vida здійснюючи штампування, зварювання кузова, фарбування і повну збірку на головному конвеєрі. Більш того, в ЗАЗ Vida буде багато українських комплектуючих, а в перспективі їх частка досягне 51 %, що дасть можливість постачати Vida не тільки на український ринок, але й на експорт.
Вже затверджено остаточний дизайн седана і хетчбека, які будуть відрізнятися від вигляду Chevrolet Aveo іншими логотипами, шильдиками, ковпаками коліс, а також внутрішньої комплектацією.
Новинка буде оснащуватися чотирма бензиновими двигунами: 1,3 Мелітопольського моторного заводу, 1,5 л ліцензійний двигун Chery (його ставлять на ЗАЗ Forza), 1,4 л та 1,5 л корейського виробництва GM-DAT.
Нова модель ЗАЗ випускається з кузовом седан і 5-дверний хетчбек. Вже 13 березня 2012 року почалися продажі ЗАЗ Vida в дилерській мережі в Україні, але ставиться завдання досягти локалізації 51 % і почати поставляти цей автомобіль на експорт. Вже в другому кварталі 2012 року ЗАЗ Vida буде продаватись в Росії, на жаль, поки немає інформації про те, з якими типами кузова і моторами автомобілі будуть поставлятися в цю країну.
Згідно з планами ЗАЗу на 2012 рік значиться виробництво близько 10000 одиниць нової моделі, частина з яких піде на експорт у країни СНД.

### ЗАЗ Vida Special Version

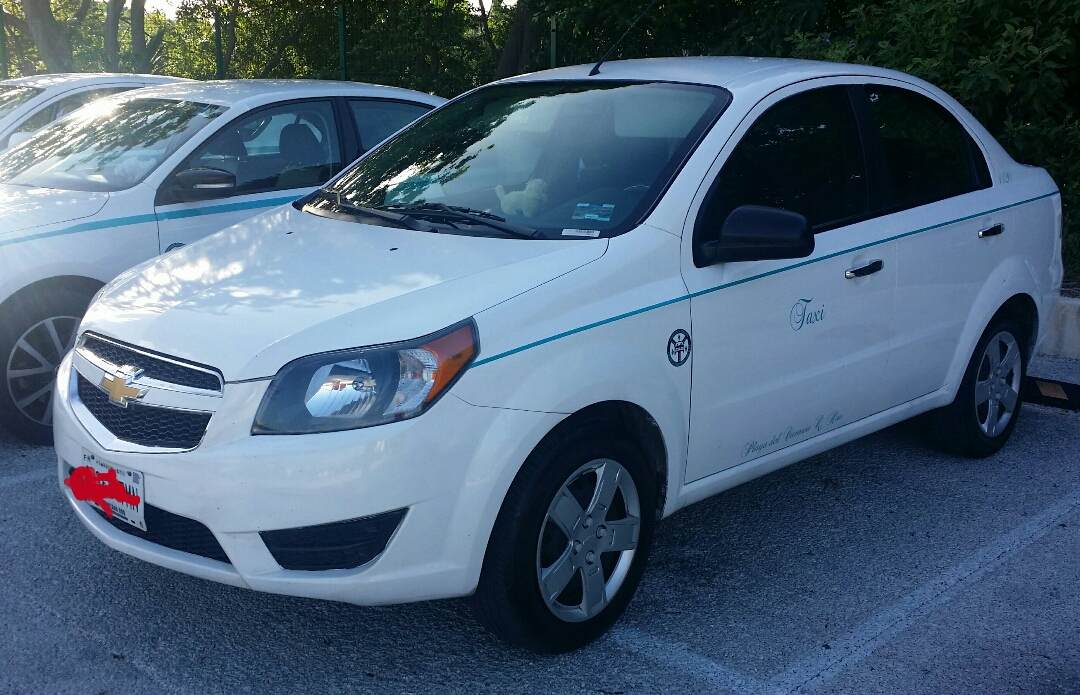
Chevrolet Aveo 2012 для мексиканського ринку аналог ЗАЗ Vida Special Version

В серпні 2012 року на Московському автосалоні, і в вересні того ж року на Столичному автосалоні (Україна) представлено концепт-кар ЗАЗ Vida Special Version в кузові седан, але з передньою частиною від хетчбека ЗАЗ Vida. Модель є самостійною розробкою Запорізького автозаводу. ZAZ Vida Special Version отримала 1,4-літровий бензиновий двигун потужністю 94 к.с., виробництвом якого займався General Motors. Агрегат працює в парі з 4-ступінчастою автоматичною трансмісією. Автомобіль подібний до Chevrolet Aveo для мексиканського ринку і китайської моделі Chevrolet Lova, але з іншим переднім бампером і решіткою радіатора. ZAZ Vida Special Version не пішла в серійне виробництво.

### ЗАЗ Vida Cargo
В травні 2013 року на Київському Міжнародному автосалоні SIA представлено прототип фургона під назвою ЗАЗ Vida Pick-up (укр. ЗАЗ Віда Пікап). Розробники заявляють про 2 900-літровий багажник і вантажопідйомность в 750 кг. Під капотом автомобіля розташований 1,5-літровий 84-сильний бензиновий двигун. Серійне виробництво моделі під назвою ЗАЗ Vida Cargo (укр. ЗАЗ Віда Карго) стартувало в грудні 2016 року.
При габаритній довжині 4265 мм Віда Карго вийшола коротше за седан (4325 мм).
Кузов ЗАЗ Vida Cargo складається з передка (до середніх стійок) і половини базового автомобіля Vida, трубчастих підсилювачів панелей і склопластикового верху, що закриває воєдино всю конструкцію автомобіля. Автомобіль оснащений двигуном F15S3 робочим об'ємом 1,5 л потужністю 84 к.с. (є можливість встановити на Cargo і газове обладнання), посиленою задньою підвіскою. Запасне колесо розташовано за спинкою пасажира і для його витягання не треба буде вивантажувати багаж з вантажного відділення. Вантажний відсік відокремлений від пасажирського приміщення жорсткою перегородкою з труб, закритих оббивками. Двері багажного відсіку склопластикові, розчинні з фіксацією у відкритому положенні на 90 і 180 градусів. Ручка і замок дверей, аналогічні деталям Vida.
Комплектація Vida Cargo досить мізерна. Тут немає кондиціонера і магнітоли. Зате подушка безпеки вже «в базі», а дзеркала з підігрівом. Цікаво, що в якості фірмового аксесуара пропонується схожий по дизайну причіп-будка об'ємом три кубометра і вантажопідйомністю 400 кг.

## Будова автомобіля

### Кузов
Довжина автомобіля складає: седан — 4 325 мм, хетчбек — 4 074 мм, ширина: седан — 1 710 мм, хетчбек — 1 680 мм, висота — 1 505 мм, колісна база — 2 480 мм. Маса спорядженого автомобіля становить 1 045—1 205 кг. Об'єм паливного бака 45 л. Об'єм багажного відділення седана становить 400 літрів, хетчбека — 220 л (980 л — при складених задніх сидіннях).
Довжина ЗАЗ VIDA Cargo складає: 4 265 мм, ширина: 1 710 мм, висота — 1 850 мм, колісна база — 2 480 мм. Маса спорядженого автомобіля становить 1 205 кг. Об'єм паливного бака 45 л. Об'єм багажного відділення седана становить 2900 літрів.

### Двигуни
| Індекс               | Модель двигуна | Об'єм    | Система живлення | Клапани/ГРМ | Потужність при об/хв   | Крутний момент при об/хв | Розгін від 0 до 100 км/год секунд | Максимальна швидкість км/год | Витрата пального (EU) | Роки випуску |
| -------------------- | -------------- | -------- | ---------------- | ----------- | ---------------------- | ------------------------ | --------------------------------- | ---------------------------- | --------------------- | ------------ |
| Бензинові двигуни Р4 |                |          |                  |             |                        |                          |                                   |                              |                       |              |
| 1,4i                 | GM F14D3       | 1399 см³ | інжектор         | 16/DOHC     | 94 к. с. (69 кВт)/6000 | 130 Нм/3400              | 14,0                              | 170                          | 9,9/5,8/7,3           | з 2012       |
| 1,5i                 | GM F15S3       | 1498 см³ | інжектор         | 8/SOHC      | 84 к. с. (62 кВт)/5600 | 128 Нм/3000              | 11,5                              | 170                          | 8,7/5,8/7,8           | з 2012       |
| 1,5i 16V             | Acteco-SQR477F | 1497 см³ | інжектор         | 16/SOHC     | 109 к.с. (80 кВт)/6000 | 140 Нм/4500              | 12,5                              | 160                          | 9,7/5,8/7,2           | з 2013       |

1. ↑  (міський цикл) / (траса) / (змішаний цикл)

### Шасі

#### Трансмісія
Трансмісію автомобілів виконано за передньопривідною схемою з приводами передніх коліс різної довжини. Автомобілі з двигуном об'ємом 1,5 л оснащено механічною п'ятиступінчастою коробкою передач, модель з двигуном об'ємом 1,4 л оснащено автоматичною коробкою передач.

#### Зчеплення
Зчеплення однодискове, сухе, з діафрагмовою натискною пружиною.

#### Ходова частина
Передня підвіска незалежна, пружинна, типу McPherson, з гідравлічними телескопічними амортизаторами і стабілізатором поперечної стійкості. Задня підвіска напівзалежна, пружинна з амортизаторами.

#### Кермо
Кермовий механізм з гідравлічним підсилювачем.

## Ціни та комплектації
ЗАЗ Vida пропонується в 5 комплектаціях. Дві — з АКПП в кузові седан і хетчбек. Базова комплектація (седан) оснащена подушкою безпеки водія і механічною КПП.
Наступна покращена комплектація з механічною КПП, кондиціонером, подушкою безпеки переднього пасажира і водія, електросклопідйомники і протитуманними фарами доступна в у обох кузовах (седан і хетчбек).
Ціни на ЗАЗ Vida Base з кузовом седан двигуном 1.5i 8V і 5-ст. МКПП стартують від 90 880 грн. за базову версію, дорожча версія LS в кузові седан з тим ж двигуном (з гідропідсилювачем, кондиціонером, подушкою безпеки, електросклопідйомниками і протитуманними фарами) коштує 98 240 грн., версія LT з двигуном 1.4i 16V і АКПП коштує 117 280 грн. Автомобілі з кузовом хетчбек в комплектації LS з двигуном 1.5i 8V і 5-ст. МКПП коштують 95 360 грн., в комплектації LT з двигуном 1.4i 16V і АКПП — 116 960 грн.
| Тип кузова | Коробка передач | Модифікація | Комплектація | Двигун   | Потужність к.с. (kW) | Ціна (2012 р.в. грн.) | Ціна (2013 р.в. грн.) |
| ---------- | --------------- | ----------- | ------------ | -------- | -------------------- | --------------------- | --------------------- |
| Седан      | 5 ст. механічна | SF69Y0-20   | Standard     | 1,5і 8V  | 84 (62)              | 82 200                | 88 900                |
| Седан      | 5 ст. механічна | SF6950-10   | Standard     | 1,5і 16V | 109 (80)             | 82 200                | 88 900                |
| Седан      | 5 ст. механічна | SF69Y0-21   | Comfort      | 1,5і 8V  | 84 (62)              | 87 800                | 96 200                |
| Седан      | 5 ст. механічна | SF6950      | Comfort      | 1,5і 16V | 109 (80)             | 86 800                | 88 800                |
| Седан      | 4 ст. автомат   | SA6970-22   | Lux          | 1,4і 16V | 94 (69)              | 104 300               | 106 900               |
| Хетчбек    | 5 ст. механічна | SF48Y0      | Comfort      | 1,5і 8V  | 81 (64)              | 84 300                | 91 360                |
| Хетчбек    | 5 ст. механічна | SF4850      | Comfort      | 1,5і 16V | 109 (80)             | 84 300                | 85 600                |
| Хетчбек    | 4 ст. автомат   | SA4870      | Lux          | 1,4і 16V | 94 (69)              | 102 900               | 106 500               |

Гарантія на ЗАЗ Vida становить 3 роки або 100 000 кілометрів пробігу. Міжсервісний інтервал становить 15 000 кілометрів.

## Виробництво та продаж
| Рік  | Виробництво (Україна) | Продаж |
| ---- | --------------------- | ------ |
| 2012 | 5 029                 | 2 151  |
| 2013 | ?                     | 4 921  |